# سمیران (سنندج)
سمیران (سنندج) semiran_sanandaj ، روستایی از توابع بخش مرکزی شهرستان سنندج در استان کردستان ایران است. پیج اینستاگرام روستای سمیران 
@semiran_sanandaj

## جمعیت
این روستا در دهستان نران قرار دارد و براساس سرشماری مرکز آمار ایران در سال ۱۳۸۵، جمعیت آن ۷۶ نفر (۱۹خانوار) بوده‌است.